# Two Witches
Two Witches è un film del 2021 diretto da Pierre Tsigaridis.
Pellicola horror statunitense sceneggiata dallo stesso regista con Kristina Klebe e Maxime Rancon.

## Trama
Una coppia (Sarah e Simon) sta per avere un figlio e decide di festeggiare con una cena al ristorante. Un'anziana strega presente nel locale ha notato la felicità dei due e decide così di lanciare un maleficio sulla donna, che proprio a partire da quella sera inizia ad avere terribili allucinazioni e un forte senso di malessere. Sarah riesce a collegare quanto sta accadendo alla donna che la fissava al ristorante, tuttavia suo marito si rifiuta di credere in qualcosa di sovrannaturale e dà la colpa di tutto alla sola gravidanza. I due affrontano un viaggio per andare a trovare due amici (Melissa e Dustin): durante il viaggio, altri strani eventi si verificano, tra cui l'apparizione di un coyote che sembra fare da presagio funesto.
Una volta dagli amici, i due scoprono che Melissa pratica la magia in maniera professionistica: ascoltando quanto lamentato da Sarah, la donna decide di praticare una seduta spiritica con una tavola ouija ouja per capire se effettivamente qualcosa si sta verificando. Durante la seduta non sembra accadere nulla, tuttavia subito dopo la strega scatena degli avvenimenti terribili, provocando forti allucinazioni a tutti i presenti. Simon si ritrova costretto a barricarsi in bagno per difendersi dalla moglie: nel farlo le trancia via un dito. La donna, dopo aver furiosamente imprecato, gli rivela di non essere più incinta: Simon trova dunque il feto abortito nel box doccia. Gli eventi precipitano e portano alla scomparsa di Sarah, al ferimento dell'altra donna e alla morte per infarto di Simon.
Nel frattempo Masha, nipote dell'altra strega, si diverte a portare a letto un uomo e terrorizzarlo, in attesa che la morte della matriarca le faccia ereditare tutti i suoi poteri. Durante un blackout, la ragazza rivela la sua natura alla sua coinquilina, Rachel, e si fa raccontare da lei il suo passato in una relazione disfunzionale. Masha decide di fingere che la storia sia propria e di raccontarla in giro: la coinquilina (nonché padrona di casa) lo scopre e decide di mandarla via: la strega decide allora di vendicarsi. Subito dopo la morte di sua nonna, Masha sperimenta i suoi poteri uccidendo una ragazza ad una festa. Il caso vuole che Dustin e Melissa siano alla stessa festa: Dustin riconosce il mantra pronunciato da Masha come lo stesso che aveva sentito la sera della tragedia e aggredisce la strega. Dopo che il padrone di casa li separa nell'alterco, Dustin avvisa la sua compagna e decidono di attivarsi insieme per fermare la strega: proprio in quel momento, Masha fa sì che Melissa muoia investita da un'auto. 
Tornata a casa, Masha trasforma Rachel in un coniglio e la rinchiude in un pacco regalo. Si presenta dunque a casa della madre della coinquilina e, dopo averla provocata con un atteggiamento molto maleducato, le rivela di aver trasformato sua figlia nel coniglio appena donatole per Natale. La donna non le crede e così lei spezza il collo all'animale, il cui cadavere si trasforma immediatamente in quello della ragazza. La donna è terrorizzata ma cerca di reagire, finendo uccisa: proprio in quel momento arriva Charlie, fidanzato di Rachel, il quale viene obbligato a un rapporto sessuale esoterico dalla ragazza. In quel momento, bussano alla porta: si tratta di Dustin, che è riuscito a rintracciare la strega e le dà fuoco attraverso una tanica di benzina. Masha viene salvata da altre streghe che, dopo aver eseguito un particolare rito, la proclamano loro nuova regina, in sostituzione di sua nonna. Durante i titoli di coda vi è una scena in cui si vede Sarah, in stato visibilmente alterato, parlare con una psichiatra...

## Distribuzione
Il film è stato presentato il 1º ottobre 2021 durante l'Horror Film Festival di Salem, città nota per il processo alle streghe del 1692. L'anno successivo l'opera è stata distribuita direttamente nel mercato home video.

## Accoglienza

### Critica
Sull'aggregatore Rotten Tomatoes il film riceve il 91% delle recensioni professionali positive con un voto medio di 6,3 su 10 basato su 22 critiche.